# Надод
Надод (стнорд. Naddoðr, Naddaðr; исл. Naddoður; ферј. Naddoddur) био је средњовековни нордијски викинг коме се приписују заслуге за откриће Исланда око 860. године. Сматра се и другим најстаријим становником Фарских острва после Гримура Камбана који се према Ферјарској саги први населио на тим острвима око 825. године. 
Надод је рођен на југу данашње Норвешке, вероватно на прелазу из VIII у IX век. Његово име се први пут помиње у средњовековном нордијском рукопису Ланднаумабоук (исл. Landnámabók; дословни превод Књига о насељавању) који детаљно описује нордијску колонизацију Исланда. Према том рукопису, Надод је око 860. године кренуо из јужне Норвешке ка Фарским острвима где је намеравао да се настани, али је његов брод захватила олуја и он је ношен морским струјама отпутовао даље ка истоку, у непознату земљу. Дошашвши у земљу препуну залива и планина (у близини данашњег града Рејдарфјердира на исландској источној обали), Надод се попео на оближњу планину не би ли опазио неко од насеља, али нигде у близини није било никаквих знакова људских насеља. Надод је схватио да је открио нову и непознату земљу, а како је у моменту када се вратио на брод кренуо да пада густ снег, нову земљу је назвао Снајланд или Снежна земља (исл. Snæland). Острво које је Надод открио у наредним деценијама понеће име Исланд, или Ледена земља. 
Након што се вратио на Фарска острва, Надод је раширио вести о новом и богатом острву које се налази на северозападу, а недуго потом на острво почињу да се досељавају и први нордијски становници (углавном из данашње Норвешке). 
Током 1850-их година на Шетландском острву Бресеј пронађен је мегалит са огамским натписом на мешавини древног пиктског и старонордијског језика на ком је стајало записано „крст у знак сећања на Ан кћерку Надододву”. Сам споменик се вероватно односи на Ан Надодсдоутир за коју многи историчари сматрају да је била Надодова кћерка.